# Mario Kart 7
Vous lisez un « bon article » labellisé en 2013.
Mario Kart 7 (マリオカート7, Mario Kāto Sebun) est un jeu vidéo de course développé par Nintendo EAD et Retro Studios. Édité par Nintendo, il est sorti en décembre 2011 sur Nintendo 3DS. Il s'agit du septième opus de la série Mario Kart.
Comme les autres jeux de la série, Mario Kart 7 met en scène les principaux personnages de l'univers de Mario et les oppose dans des courses de karting disputées à huit joueurs sur des circuits situés pour la plupart dans les différents lieux du monde de Mario. C'est le premier jeu de la série dont les circuits contiennent des sections aériennes et sous-marines, et dans lequel le joueur peut personnaliser son kart. Le jeu utilise également la fonction 3D stéréoscopique de la Nintendo 3DS.
Mario Kart 7 a été accueilli favorablement par la critique avec une moyenne de 85 % sur le site de compilations de critiques Metacritic. Le mode multijoueur et la conception des circuits ont été particulièrement appréciés tandis que les critiques ont déploré la faible prise de risques de Nintendo. Le jeu est en outre un succès commercial : avec 18,99 millions d'unités écoulées, c'est le jeu le plus vendu sur Nintendo 3DS.

## Univers

### Personnages
Le jeu compte au total dix-sept personnages jouables, dont neuf sont à débloquer. Ainsi, Mario, Luigi, Peach, Yoshi, Bowser, Donkey Kong, Toad et Koopa sont jouables dès le début du jeu. À ces derniers s'ajoutent Daisy, Wario, Harmonie et Maskass, ce dernier étant désormais jouable en mode solo, que le joueur doit débloquer. De plus, quatre nouveaux personnages ont été intégrés à la série : Lakitu, Métal Mario, la Reine des abeilles et Wiggler. Enfin, le joueur peut également utiliser son Mii après l'avoir débloqué.
Chaque personnage possède ses propres caractéristiques et est réparti en fonction de son poids dans l'une des trois catégories : léger, moyen ou lourd.

### Circuits et arènes
Le joueur a accès à un total de trente-deux circuits, dont la moitié d'entre-eux est composée d'inédits et l'autre de revisités. Ils sont répartis en huit coupes de quatre circuits chacune. De même, les six arènes du mode « Bataille » proposées sont, pour trois d'entre-elles, inédites et, pour les trois autres, revisitées.
| Circuits inédits        | Circuits inédits     | Circuits inédits    | Circuits inédits       |
| Coupe Champignon        | Coupe Fleur          | Coupe Étoile        | Coupe Spéciale         |
| ----------------------- | -------------------- | ------------------- | ---------------------- |
| Circuit Toad            | Littoral Wuhu        | Égout Piranha       | Forêt tropicale DK     |
| Vallée Daisy            | Circuit Mario        | Galion de Wario     | Monde glacé d'Harmonie |
| Lagon Cheep Cheep       | Piste musicale       | Koopapolis          | Château de Bowser      |
| Souk Maskass            | Mont Éboulis         | Pic Wuhu            | Route Arc-en-ciel      |
| Circuits rétros         |                      |                     |                        |
| Coupe Carapace          | Coupe Banane         | Coupe Feuille       | Coupe Éclair           |
| N64 Autodrome Luigi     | N64 Plage Koopa      | N64 Désert Kalimari | Wii Cap Koopa          |
| GBA Château de Bowser 1 | SNES Circuit Mario 2 | DS Alpes DK         | GCN Jungle Dino Dino   |
| Wii Gorge Champignon    | Wii Supermarché Coco | GCN Paquebot Daisy  | DS Bateau Volant       |
| DS Manoir de Luigi      | DS Flipper Waluigi   | Wii Bois Vermeil    | SNES Route Arc-en-ciel |
| Arènes                  |                      |                     |                        |
| Inédites                | Ruche Grabuge        | Patinoire Sorbet    | Wuhuville              |
| Rétros                  | GBA Arène Bataille 1 | N64 Gros Donut      | DS Feuille de Palmier  |

Enfin, certains circuits et certaines arènes ont été revisités dans des épisodes postérieurs de la série en tant que circuits et arènes « rétros » :
- Dans Mario Kart 8 : les circuits Piste musicale, Égout Piranha et Forêt tropicale DK, ainsi que Koopapolis en contenu additionnel.
- Dans Mario Kart 8 Deluxe : l'arène Wuhuville et les circuits Piste musicale, Égout Piranha, Koopapolis et Forêt tropicale DK, ainsi que Circuit Toad, Mont Éboulis, Monde glacé d'Harmonie et Route Arc-en-ciel en contenu additionnel.
- Dans Mario Kart Tour : les circuits Circuit Toad, Vallée Daisy, Lagon Cheep Cheep, Souk Maskass, Circuit Mario, Mont Éboulis, Égout Piranha, Galion de Wario, Koopapolis, Monde glacé d'Harmonie, Château de Bowser et Route Arc-en-ciel.
- Dans Mario Kart World : les circuits Souk Maskass et Galion de Wario.

### Objets
Mario Kart 7 met à la disposition du joueur de nombreux objets pour l'aider à remporter la victoire. Il peut ainsi en obtenir un aléatoirement après avoir traversé une des boîte à objets disséminées sur le circuit. En plus de se servir d'objets récurrents de la série, comme la Banane et la Carapace verte, et de marque le retour  de la Pièce de Super Mario Kart, Mario Kart 7 introduit trois nouveaux objets :
- L'Atout 7 : cet objet est particulier car il octroie au joueur sept objets différents, qui tournent autour du véhicule. L'objet utilisé est celui qui passe devant le joueur. Ce dernier peut ainsi utiliser une Carapace verte et rouge, une Banane, un Bloups, un Champi turbo, une Bob-omb et une Super étoile.
- La Fleur de feu : permet à son utilisateur de jeter des boules de feu sur la piste pendant un temps limité.
- La Super feuille : lorsqu'elle est utilisée, une queue apparaît à l'arrière du véhicule du joueur. le joueur peut l'utiliser à volonté pendant un temps limité, et elle a pour effet de tournoyer autour du véhicule, permettant de glaner les pièces, repousser les attaques et renverser les concurrents qui se trouvent à proximité.

## Système de jeu

### Généralités

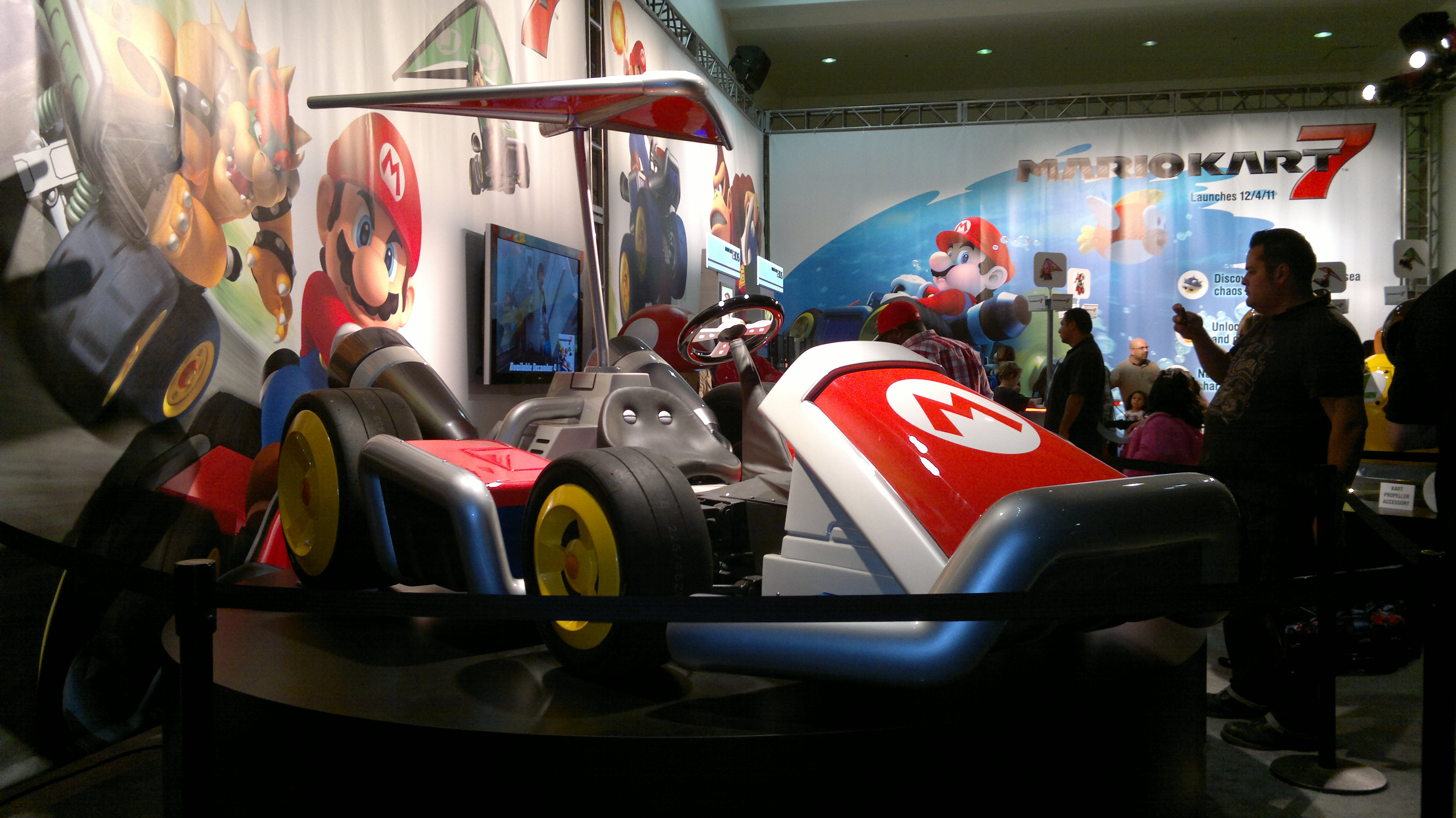
Modèle d'un kart de Mario Kart 7 au 2011 LA Auto Show, aux États-Unis.

Mario Kart 7 est un jeu vidéo de course dans lequel le joueur prend part à une course de karts et affronte sept concurrents issus de l'univers de Mario. Pendant la course, l'écran supérieur de la console offre une vue du kart du joueur, son rang et l'objet qu'il détient, tandis que l'écran inférieur affiche le classement complet de la course, la carte du circuit, le tour actuel et le nombre de pièces collectées par le joueur. L'écran inférieur peut également afficher une vue globale de la course en vue aérienne ou une vue partielle de la course où apparaissent le kart du joueur et ceux de ses adversaires avec les objets qu'ils possèdent, les obstacles présents dans le secteur et les boîtes à objets. Le joueur peut choisir entre se diriger avec les boutons en vue à la troisième personne ou en bougeant la console vers la gauche et la droite avec la fonction gyroscopique de la Nintendo 3DS en vue à la première personne.
Chaque circuit comporte des boîtes à objets que le joueur peut ramasser en passant au travers, ce qui lui permet d'obtenir un objet choisi au hasard et avec lequel il prend un avantage sur ses adversaires. Certains objets, tels que la peau de banane et les carapaces, permettent d'attaquer les karts adverses afin de les ralentir, tandis que d'autres, comme le champignon turbo et Bill Ball, augmentent temporairement la vitesse du véhicule. Il existe également un objet spécial nommé Atout 7 qui confère au joueur sept objets différents (Banane, Carapace verte, Carapace rouge, Bob-omb, Étoile, Bloups, Champi turbo.) en même temps. En plus des courses, deux types de batailles sont disponibles : la bataille de ballons et la bataille de pièces.
Dans ce jeu, les circuits sont répartis sur huit coupes. Quatre coupes proposent des circuits originaux développés spécifiquement pour la version Nintendo 3DS du jeu. Les quatre autres coupes contiennent quant à elles une compilation de circuits appartenant aux versions antérieures de la série Mario Kart revisités pour cette version du jeu. Chaque coupe contient quatre circuits, ce qui fait un total de trente-deux circuits. La plupart des circuits se situent dans l'univers de Mario, mais deux d'entre eux prennent place sur l'Île Wuhu, île apparue dans le jeu Wii Sports Resort. Deux coupes sont disponibles dès le début du jeu et les six autres sont à débloquer. Les batailles se déroulent dans trois nouvelles arènes et trois arènes venant des jeux précédents. Enfin, Mario Kart 7 comprend un total de seize personnages auxquels sont adjoints les Mii. Huit d'entre eux sont disponibles dès le commencement du jeu et les huit autres, ainsi que le Mii, sont à débloquer.
Le joueur peut personnaliser son kart en sélectionnant un châssis, des roues et une aile. Ces choix modifient cinq caractéristiques qui influent sur le comportement du kart pendant une course : la vitesse, l'accélération, le poids, la maniabilité et le hors-piste. Les valeurs de chaque caractéristique sont matérialisées par des jauges sur l'écran de sélection des parties du kart,. Les circuits contiennent des sections sous-marines et aériennes. Dans les sections sous-marines, une hélice apparaît à l'arrière du kart et le véhicule est ralenti sous l'effet de l'eau. Quand le kart roule sur un tremplin bleu à flèches blanches, l'aile se déploie et le véhicule peut planer sur une distance limitée,.
Il existe plusieurs façons d'augmenter la vitesse du kart. En plus de se servir des objets, le joueur peut déraper dans les virages et effectuer des sauts-synchros pour gagner en rapidité un court instant. Il peut aussi ramasser les pièces disséminées sur le circuit. Elles permettent d'augmenter durablement la vitesse du véhicule. La vitesse maximale est atteinte avec dix pièces. Cependant, elles peuvent être perdues lorsque le joueur se fait attaquer par un adversaire. Les pièces permettent aussi de débloquer des éléments de personnalisation du kart.

### Modes de jeu
Mario Kart 7 est jouable en solo et en multijoueur, et permet d'opposer dans ce dernier mode jusqu'à huit joueurs en local ou en ligne. Il propose quatre modes de jeux : Grand Prix, Contre-la-montre, Bataille de ballons et Bataille de pièces.
Dans le mode Grand Prix, le joueur choisit entre quatre types de jeu : en « normal » avec un moteur 50, 100 ou 150 cm3, ainsi qu'en 150 cm3 en mode « miroir ». Ces classes déterminent le niveau de difficulté de la course : plus le moteur est puissant, plus le véhicule est rapide. La catégorie 150 cm3 miroir, verrouillée au début du jeu, met en scène des véhicules de catégorie 150 cm3 sur des circuits au parcours inversé, comme le reflet des circuits à travers un miroir. Le mode Grand Prix permet au joueur d'affronter sept adversaires contrôlés par l'ordinateur et de concourir dans les différentes coupes du jeu. À l'arrivée d'un circuit, des points sont attribués aux concurrents selon leur ordre d'arrivée. À la fin d'une coupe, un classement général est établi par l'addition des points obtenus lors des quatre courses. Un indice est attribué au joueur en fonction de son résultat.
Le mode Contre-la-montre permet d'établir seul en piste des records de temps sur les différents circuits du jeu. Ces records de temps sont matérialisés par un véhicule fantôme qui reproduit le parcours exact qu'a emprunté le joueur.
Dans la Bataille de ballons, le but est d'éclater et de voler les ballons des karts adverses en utilisant les objets disponibles. Le joueur ou l'équipe ayant éclaté le plus de ballons avant la fin du temps imparti l'emporte.
Dans la Bataille de pièces, le but est de récolter les pièces disséminées dans l'arène. Le joueur perd des pièces quand il se fait toucher par un objet. Le joueur ou l'équipe possédant le plus de pièces avant la fin du temps imparti gagne. Il est possible de récolter un maximum de dix pièces.

## Fonctionnalités en ligne

### Multijoueur en ligne
Dans le mode multijoueur en ligne, le joueur se connecte à Internet et choisit entre trois options de jeu : Mondial, Amis/Adversaires et Communautés. En Mondial, il participe à des courses ou à des batailles contre des joueurs du monde entier. Il commence avec mille points course. Des points sont ajoutés ou soustraits à ce crédit en fonction des résultats obtenus. En choisissant Amis/Adversaires, le joueur peut affronter ses amis enregistrés depuis le menu de la Nintendo 3DS, ses adversaires récemment rencontrés dans le mode Mondial et des joueurs rencontrés via StreetPass. Avec la fonction Communautés, le joueur peut créer ou rejoindre une communauté. Cela lui permet d'affronter uniquement les membres de cette communauté. Le créateur de la communauté choisit les paramètres de course, pour par exemple ne jouer qu'avec un seul type d'objets. Un classement est établi d'après les résultats des membres du groupe. Ce classement est par ailleurs réinitialisé à la fin de chaque mois.
Nintendo a par ailleurs corrigé certains bugs dans le jeu qui permettaient aux joueurs de passer une grande partie du circuit. Il s'agit des circuits Littoral Wuhu, Pic Wuhu et GBA Château de Bowser 1. Les joueurs n'ayant pas téléchargé cette mise à jour correctionnelle ne peuvent plus accéder au mode de jeu en ligne. Il est tout de même à noter que ces bugs sont toujours faisables hors-ligne.

### Chaîne Mario Kart
La Chaîne Mario Kart permet d'échanger des données avec les autres joueurs grâce aux services StreetPass (échange entre joueurs se trouvant à proximité l'un de l'autre) et SpotPass (via Internet). Grâce à cette chaîne, le joueur peut consulter la liste des joueurs rencontrés via StreetPass et les rejoindre pour jouer en ligne avec eux. Il peut également télécharger des fantômes en contre-la-montre et les défier. Des communautés lui sont suggérées et il peut modifier son profil, comprenant notamment son Mii, son véhicule, sa région et quelques éléments de jeu, tel que le gyroscope.

### Contre-la-montre
L'activation de SpotPass permet le téléchargement automatique de fantômes de joueurs du monde entier, que le joueur peut affronter en mode contre-la-montre. Il peut concourir contre sept fantômes simultanément et comparer son temps avec les autres grâce à un graphique présentant le nombre de joueurs en fonction du temps. Le joueur peut par ailleurs concourir contre les développeurs de Nintendo et des studios Retro, ces fantômes étant de deux difficultés : « facile » et « difficile ».

## Développement

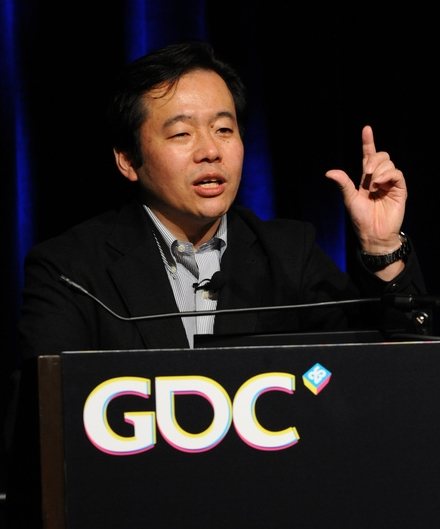
Hideki Konno est le producteur du jeu.

Mario Kart 7 a été développé conjointement par le studio japonais Nintendo EAD et le studio américain Retro Studios, qui constituent tous les deux des filiales de la société Nintendo. C'est le premier jeu de la série Mario Kart à être développé par des studios de pays différents.
Nintendo EAD travaille sur Mario Kart 7 dès le début de l'année 2010, en même temps que Nintendogs + Cats. Comme la sortie de ce dernier est prévue en premier, le studio lui consacre plus d'énergie et seules huit personnes s'occupent de Mario Kart 7. Quand il devient nécessaire d'avancer Mario Kart 7, le studio s'occupe également de beaucoup d'autres titres. Les développeurs remarquent alors qu'il ne sont pas assez nombreux pour le continuer. Retro Studios, qui a notamment développé Metroid Prime, est alors en train de terminer Donkey Kong Country Returns. Afin de terminer le jeu avant Noël 2011, Nintendo EAD décide de demander de l'aide au studio américain. Retro Studios travaille sur Mario Kart 7 dès décembre 2010. Ce studio commence par recréer seize courses venant des Mario Kart précédents en y ajoutant des sections sous-marines et aériennes. Cela lui permet d'apprendre les méthodes de Nintendo EAD et à concevoir un bon circuit.
En ajoutant des nouveautés, les développeurs s'assurent que le jeu soit assez accessible pour que le joueur puisse y jouer immédiatement, mais assez profond pour qu'il continue à l'utiliser sans s'en lasser. L'idée d'avoir des karts capables de voler et d'aller sous l'eau apparaît dès la création du jeu précédent, Mario Kart Wii. Elle est reprise au début du développement de Mario Kart 7. Celle d'intégrer les pièces, apparues dans Super Mario Kart mais disparues par la suite, arrive également tôt dans le développement.
La personnalisation des karts est une autre nouveauté. Elle a pour but de rendre le jeu plus stratégique et d'enrichir l'expérience multijoueur. Les développeurs pensent assez tôt à insérer les communautés, ce qui permet de ré-affronter un joueur sans avoir besoin d'échanger les codes amis. Pour les développeurs, c'est une petite addition qui modifie beaucoup le gameplay.
Ils ajoutent plus tard la chaîne Mario Kart et les fonctionnalités Streetpass et Spotpass. Ils pensent également à utiliser le gyroscope de la console. En faisant des tests, ils ont eu l'idée de changer l'emplacement de la caméra et de la mettre en vue à la première personne. Ils ont alors remarqué que le joueur ne voit pas ce qui se passe quand il est attaqué par une carapace. La caméra redevient donc normale pendant l'attaque.
Concernant la 3D, les développeurs adaptent d'abord le jeu Mario Kart Wii à la 3D stéréoscopique de la Nintendo 3DS. Leurs impressions sont bonnes et ils sont persuadés de pouvoir réaliser un Mario Kart en 3D. Ils doivent réaliser deux images pour l'écran 3D et produire un jeu à 60 images par seconde, ce qui est un défi pour eux. Travaillant avec du nouveau matériel, ils font plusieurs essais pour permettre à huit consoles de se connecter ensemble.
Mario Kart 7 est annoncé lors de l'E3 2010, sous le nom Mario Kart. Les premières images du jeu y sont dévoilées. Lors de l'E3 2011, Nintendo annonce que le jeu sortira à la fin de l'année. Son nom est connu dès le mois de juillet 2011. Lors d'une conférence sur la Nintendo 3DS tenue le 21 octobre 2011, Nintendo donne des informations sur les fonctionnalités multijoueurs.
Mario Kart 7 est d'abord commercialisé au Japon le 1er décembre 2011, puis en Europe le 2 décembre, en Australie le 3 décembre et en Amérique du Nord le 4 décembre. En mai 2012, Nintendo met à disposition une mise à jour permettant de supprimer des raccourcis non prévus sur trois des circuits du jeu. Le jeu sort sur le Nintendo eShop le 4 octobre 2012 en Europe, le 18 octobre en Amérique du Nord et le 1er novembre au Japon. En novembre 2012, Nintendo met en vente une offre groupée comprenant une Nintendo 3DS XL
Le 14 décembre 2022, onze ans après la sortie du jeu, Nintendo déploie une seconde mise à jour pour Mario Kart 7, passant ainsi en version 1.2.0, pour « améliorer l'expérience générale ».
Depuis le 9 avril 2024, le mode multijoueur est définitivement fermé.

### Équipe de développement
Nintendo EAD :
- Producteur : Hideki Konno
- Coproducteur : Yasuyuki Oyagi
- Producteur général : Shigeru Miyamoto
- Producteur exécutif : Satoru Iwata
- Directeur : Kosuke Yabuki
- Directeur de programmation : Yusuke Shiraiwa
- Directeur de conception : Yoshihisa Morimoto
- Musique : Kenta Nagata et Satomi Terui

Retro Studios :
- Président du studio : Michael Kelbaugh
- Directeur du développement : Bryan Walker
- Manager de production : Ryan Harris
- Coordinateur de la production : Shane Lewis[36]

### Bande sonore
La musique du jeu est composée par Kenta Nagata et Satomi Terui. Pour les anciens circuits, ils ont repris les musiques originales et les ont améliorées tout en préservant leur atmosphère. Kenta Nagata, qui essaie de réaliser une musique aussi mémorable que celles des jeux précédents, veille à ce que le son du véhicule soit audible en permanence. Il insère des effets sonores sous l'eau et dans l'airs et fait aussi en sorte que, lorsqu'un joueur prend la première place, la musique de fond devienne plus rythmée (sauf en mode 50cc).
Huit comédiens de doublage, soit cinq hommes et trois femmes, ont prêté leurs voix aux personnages du jeu. L'Américain Charles Martinet est celui qui double le plus de personnages : Mario, Luigi, Wario et Métal Mario.

## Accueil

### Critiques
Les critiques de Mario Kart 7 sont globalement positives. Les sites de compilations de critiques Metacritic et GameRankings indiquent tous deux une moyenne d'environ 85 %, calculée sur respectivement 73 et 46 critiques,.
Le magazine Famitsu, qui apprécie l'insertion des communautés, lui attribue un score de 37 sur 40. Il dit que le jeu est accessible à tous, car on peut toujours revenir en tête de course, et que l'on retrouve toujours Mario Kart malgré les nombreux changements. IGN le note 9 sur 10 et lui décerne le label « Editor's Choice ». Pour ce site, le multijoueur en ligne est « un rêve qui devient réalité », les nouveaux circuits sont « mémorables » et le retour des pièces est « triomphant ». Le magazine Edge attribue à Mario Kart 7 la même note qu'IGN. Il salue l'implantation de la 3D, « naturelle » et « gracieuse », et trouve que le jeu fournit la meilleure expérience de course depuis Super Mario Kart, sorti en 1992. Le site GameSpot lui attribue le score de 8 sur 10. Selon lui, l'expérience de course est la meilleure de la série jusque-là et la conception des circuits est « excellente », mais l'absence des missions est « une grande déception » et il y a quelques problèmes dans le jeu en ligne. Le site Gamekult lui décerne la même note que GameSpot. Il trouve que la fluidité est « irréprochable », que les nouvelles pistes sont « particulièrement savoureuses » et qu'elles exploitent bien la 3D, notamment lors des sections aériennes et sous-marines. En revanche, ce site déplore « des sensations de vitesse trop peu marquées » et une faible prise de risques. Jeuxvideo.com donne un 17 sur 20 à Mario Kart 7. Pour ce site, la formule du jeu peut plaire autant aux joueurs confirmés qu'aux débutants et dévoile toutes ses qualités en multijoueur. Il estime cependant que le mode solo est trop facile et qu'il y a un manque d'ambition. Le site 1UP.com le note B-. Pour lui, il y a peu de réelles nouveautés et le mode en ligne n'est pas très différent de celui de Mario Kart DS. Le système de jeu est néanmoins plus équitable que celui de Mario Kart Wii, où le hasard des objets avait trop d'influence, et l'utilisation de StreetPass et des fantômes est « soignée ».

### Ventes
Au Japon, Mario Kart 7 s'est écoulé à 423 619 exemplaires pendant les quatre premiers jours de vente. Il devient ensuite le jeu le plus vendu de l'année 2011 dans ce pays avec un total de 1 082 391 exemplaires vendus. Aux États-Unis, le nombre de ventes dépasse un million au 3 janvier 2012. Il est de 1,45 million à fin février 2012. Il s'agit alors de la deuxième meilleure vente de la console après Super Mario 3D Land. Les ventes américaines dépassent deux millions en décembre 2012. Le jeu dépasse 250 000 exemplaires vendus au Royaume-Uni à fin janvier 2012, et 200 000 unités écoulées en Allemagne à la même période. En France, les ventes sont de 360 000 exemplaires à mi-juin 2012.
Mario Kart 7 est un succès commercial. Au niveau mondial, il atteint 4,54 millions d'unités écoulées au 31 décembre 2011, ce qui en fait le meilleur résultat pour un jeu Nintendo 3DS après les 5,03 millions de copies de Super Mario 3D Land écoulées. Au 31 mars 2012, il s'agit toujours du deuxième jeu de la console avec 5,24 millions d'exemplaires vendus. Une année plus tard, les ventes sont de 8,08 millions d'exemplaires. Mario Kart 7 est le deuxième jeu Nintendo 3DS derrière les 8,29 millions de ventes de Super Mario 3D Land. Les ventes atteignent 11,42 millions d'exemplaires en décembre 2014 ; c'est à cette date le deuxième jeu Nintendo 3DS le plus vendu après Pokémon X et Y écoulé à 13,70 millions d'exemplaires. En décembre 2017, 16,76 millions d'exemplaires se sont écoulés, ce qui en fait le jeu le plus vendu de la Nintendo 3DS. En avril 2018, Nintendo annonce 17,04 millions de ventes. Au total, le jeu s'est écoulé à 18,99 millions d'exemplaires. Ce succès est en partie dû au fait d’être un jeu pré-téléchargé lors de l’achat d’une Nintendo 2DS.[réf. nécessaire]

### Récompenses
Mario Kart 7 a été récompensé à plusieurs reprises. Le magazine Edge l'a élu meilleur jeu de l'année 2011 sur console portable. IGN lui décerne les prix de « Meilleur jeu de course sur 3DS » et « Meilleur jeu multijoueur sur 3DS » de l'année 2011,. Le jeu est également élu « Jeu préféré des lecteurs de Digital Spy en 2011 ».